# 클락스비크

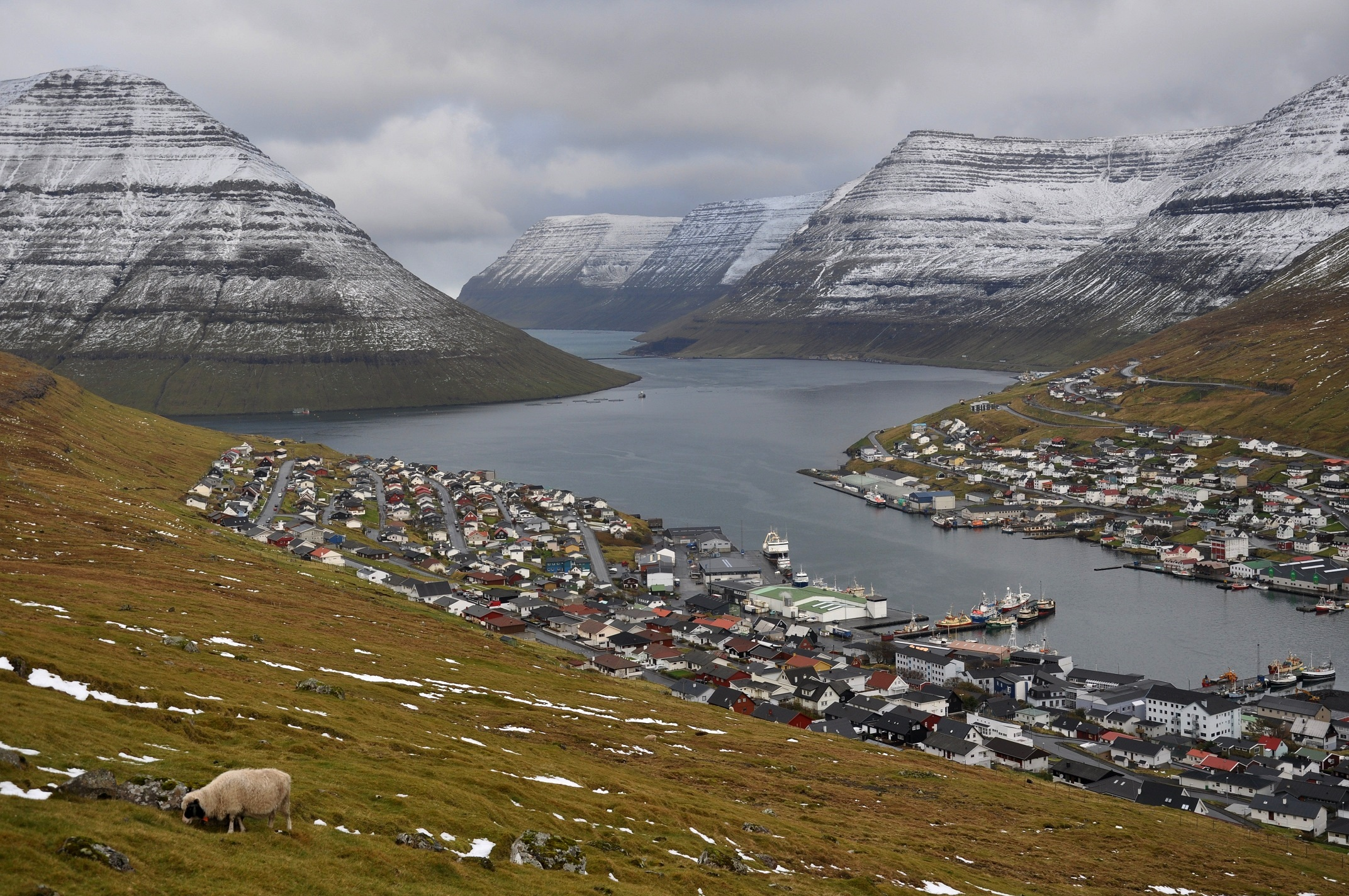
클락스비크 전경

클락스비크(Klaksvík)는 페로 제도 보르도이섬에 위치한 도시로 면적은 72km2, 인구는 4,615명(2015년 기준), 인구 밀도는 64명/km2이다.

## 자매 도시
- 그린란드 시시미우트
- 아이슬란드 코파보귀르
- 노르웨이 트론헤임
- 스웨덴 노르셰핑
- 핀란드 탐페레
- 덴마크 오덴세